# 마르코만니족

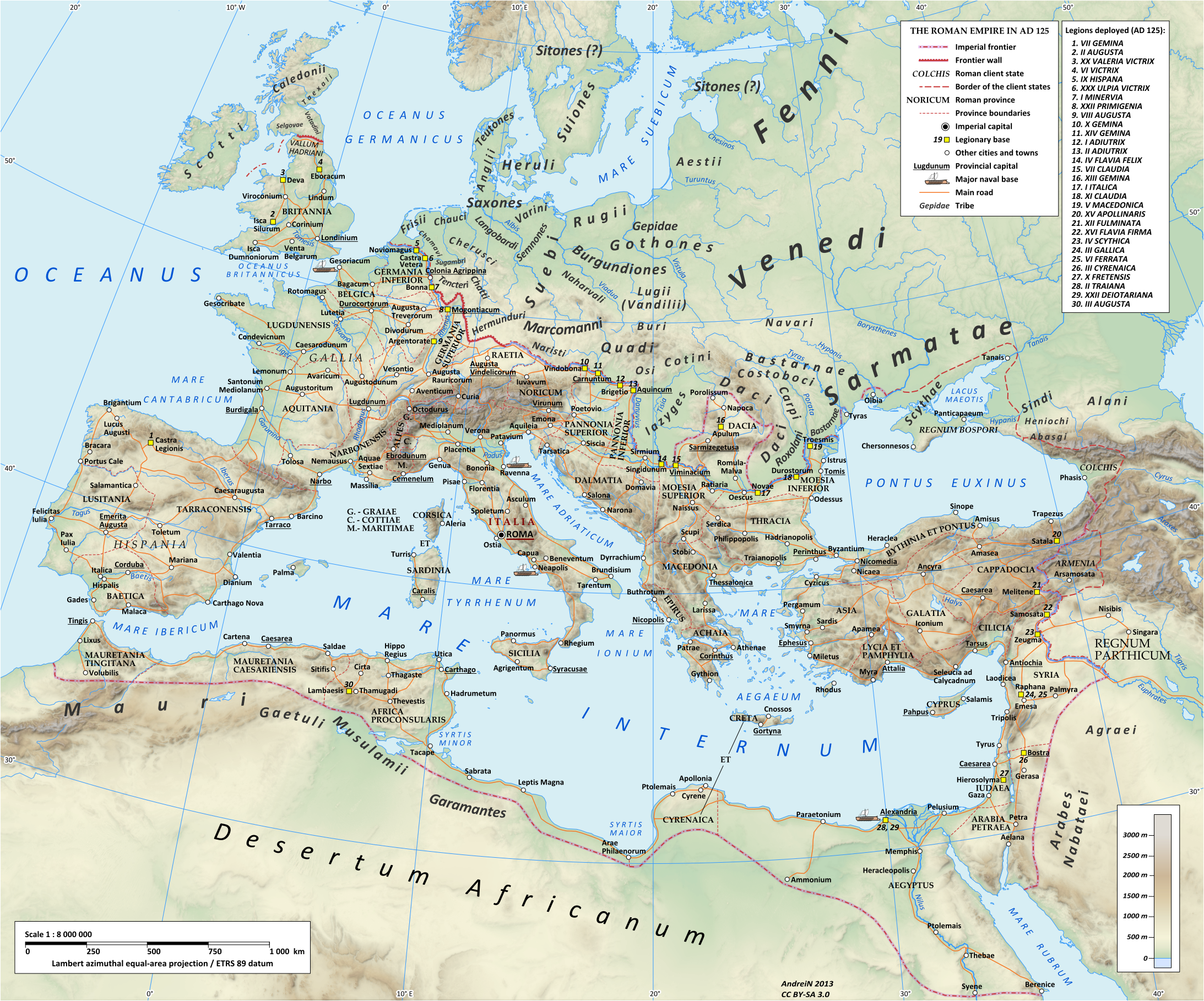
하드리아누스 (재위 117–138) 시기 로마 제국으로, 다뉴브강 상류 지역 (오늘날 오스트리아 북부 및 체코) 지역의 마르코만니족의 위치를 나타낸다

마르코만니족(Marcomanni)은 초기 게르만족 집단 중 하나로, 인접한 로마 제국의 최전성기 기간에 오늘날 보헤미아 어딘가인, 도나우강 북쪽의 강력한 왕국에 거주했다. 타키투스와 스트라본에 따르면, 이들이 수에비족이라고 한다.

## 기원
마르코만니족의 명칭은 ‘변경’과 ‘사람들’을 뜻하는 게르만조어 형태인 *Markōmanniz에서 전래했을 것으로 추정되며, 이것이 라틴어로 형태로 마르코만니 (Marcomani)가 되었을 수도 있다.
마르코만니족은 오늘날 독일 남부에 있다가 라인강을 넘어와 갈리아 (오늘날 프랑스)에 있던 율리우스 카이사르와 싸운 아리오비스투스의 수에비족의 연맹 중 하나로 역시 기록에서 처음 등장했다. 이 당시 마르코만니족 영역의 정확한 위치는 알려져 있지 않다. 이들의 이름이 로마가 도나우강이나 라인강 인근에 영토를 얻기 이전에 존재했다는 사실은 이들의 이름을 설명하는 데 있어 이들이 어느 국경 근처에 살았는지에 대한 의문을 불러일으켰다. 이들의 명칭은 야스토르프 문화권의 북부 게르만 부족들과 유럽 전역에 우위를 갖추던 철기 시대 라텐 문화의 초창기와 그 이후 동안 켈트족의 최대 팽창 때의 켈트계 부족들 간의 구분을 반영한 것일 수도 있다. 고고학적 자료의 발견사항에선 이들이 위틀란드까지 이르는 일부 영향력과 같이 북쪽에 압박을 가했다는 것을 보여주었지만, 이들은 주로 남쪽에 흩어져 있었고, 당시에 여전히 켈트 영역이던 실레시아, 보헤미아, 모라비아의 발달한 중심지들로 이어지던 주요 무역로를 본질적으로 연결했던 헤르키니아 숲을 따라 있는 오늘날 튀링겐과 작센 지역에 오피다에 정착했다. 이들이 헬베티족과 타우리스키족이 한때 살았다가 버리고 떠난, 라인강과 마인강의 합류 지점 인근에 살았을지도 모른다는 주장이 제시되기도 하였다. 하지만 역사가 플로루스는 드루수스가 텡크테리족과 카티족에 승리를 거두고, 케루스키족, 수에비족, 시캄브리족으로 관심을 돌리기 이전인 기원전 12년에서 기원전 9년간의 원정 동안 산더미 같은 전리품을 쌓아 올렸다고 기록하였다. 그의 진술은 마르코만니족이 당시에 로마 국경에서 분명히 가까이 있지 않았음을 나타낸다.
타키투스 (Germ. 42), 파테르쿨루스 (2.108), 대 플리니우스, 스트라본 (vii. p. 290)의 기록들에 따르면, 마르코만니족은 마침내  보이족들이 한때 살았던 넓은 지역, 특히 이미 '바이오하이뭄' (Baiohaemum)이라 불리며, 마르코만니족의 동맹인 수에비족과 콰디족이 살고 있는 지역으로 이주했다고 한다. 그들의 거주지가 헤르키니아 숲에 있었다고 묘사되었고 오늘날 보헤미아 지역 안에 있을 것이지만, 확실치는 않다. 기원전 6년 무렵, 마르코만니족의 왕 마로보두스가 그곳에 강력한 왕국을 세웠고, 아우구스투스는 이를 로마 제국에 대한 위협으로 생각했다. 그러나 그가 행동에 나서기를 앞에 두고, 일리리아의 반란이 발생했다. 그러다, 마로보두스는 카투알다에게 폐위당하여 추방당하였다 (서기 19년). 이와 마찬가지로 카투알다도 같은 해에 헤르문두리족의 비빌리우스에게 폐위당하고 콰디족 반니우스가 자리를 차지한다. 대략 서기 50년에, 반니우스도 그의 조카들인 반기오와 시도의 협력으로 비빌리우스에게 폐위당한다.
1세기 말에, 타키투스는 마르코만니족이 로마가 임명한 왕들의 통치하에 있다며 언급했다 (게르마니아 I.42).

## 마르코만니 전쟁
서기 2세기에 마르코만니족은 로마 제국에 맞서 콰디족, 반달족, 사르마티아족 등을 포함한 연합에 가담한다. 이 이유에 대해 고트족 같은 다른 이민족의 이동에 밀려나간 탓으로 추정한다. 역사가 에우트로피우스에 의하면, 마르쿠스 아우렐리우스 황제의 군대가 판노니아 카르눈툼 요새에서 3년 동안 마르코만니족 동맹군과 교전했다고 한다. 에우트로피우스는 마르코만니 전쟁 및 마르코만니족과 이들의 동맹에 대한 마르쿠스 아우렐리우스의 성공을 포에니 전쟁과 견주었다. 이 견줌은 마르코만니 전쟁이 전환점을 맞이했다는 것과, 로마군이 상당한 패전을 겪었고 친위대 사령관이 두 명이나 전사했다는 점에서 적절하였다. 이 전쟁은 166년에 시작되었는데, 이때 마르코만니족은 빈도보나와 카르눈툼 사이의 방어선으로 쇄도하여, 판노니아와 노리쿰 속주 사이의 경계를 따라 뚫고 들어가, 플라비아 솔바를 파괴했고 아드리아해에 있는 아퀼레이아를 코앞에 두고 겨우 멈춰 세울 수 있었다. 전쟁은 마르쿠스 아우렐리우스가 사망한 180년까지 계속되었다. 도나우강을 서로마 제국 멸망 때까지 국경으로 둠에 따라 로마에 있어선 제한적인 성공이라고만 볼 수 있다.

## 후기 역사
최소한 로마 정통 방식의 기독교로서 마르코만니족의 기독교화는 4세기 중엽에 프리티길 여왕 시절에 이뤄진 것으로 보인다. 그녀는 기독교 개종을 일으키기 위해 밀라노의 암브로시우스와 서신을 주고 받았다. 이것은 마르코만니족이 아마도 로마쪽의 다뉴브강에 있었던 것으로 보는, 정치 형태를 갖췄다는 것에 대한 분명하고 확실한 증거였다. 얼마 안 있어 판노니아와 다뉴브 지역른 오랜 기간의 혼란에 빠지고 만다.
406년에 라인강을, 409년에는 피레네산맥을 통과한 수에비족 집단은 같이 이주한 반달족 및 알란족과 함께 자신들을 포이데라티로 여겼던, 로마의 갈라이키아 속주 (오늘날 갈리시아와 포르투갈 북부)에 정착하였고 수에비 왕국을 세웠다. 이 수에비족은 마르코만니족, 콰디족, 부리족 같은 다뉴브강 북쪽 및 판노니아 분지 지역들의 수에비족계 집단들의 혼종이었을 것이다.
그곳에서 헤메리크는 410년에 로마 황제에게 충성을 맹세했다. 오늘날 포르투갈 도시 브라가인 브라카라 아우구스타 (Bracara Augusta)는 갈라이키아 속주의 주도였고 이제는 수에비 왕국의 수도였다.
한편 다뉴브 지역은 아틸라와 훈 제국의 중심지가 되었고, 그곳엔 많은 수에비족들이 있었던 것으로 보인다. 이들 중의 한 무리가 454년 네다오 전투 이후 아틸라 연맹에서 발생했던 많은 집단들처럼 독립적인 집단으로 발전시켜 냈다. 이 수에비족들은 네다오에서 패한 동고트족과 결국에 분쟁으로 이어졌다.
고트족 역사가 요르다네스는 볼리아 전투 이후 동고트족들이 도나우강이 얼어 붙어 있을 때 강을 건너 수에비족 (파사우 공격을 이끌었을 것으로 보는 후니문드가 다스림)을 공격했고 당시에 수에비족 연맹 중 하나인 알레만니족이 차지하던 알프스 고지대로 들어갔다고 한다(요르다네스는 이 지역에서 몇몇 시내가 시작되어, 다뉴브강으로 흘러들어간다고 하였다). 수에비족이 차지하던 지역은 동쪽으로는 바이에른인들이, 서쪽으로는 프랑크인들, 남쪽으로는 부르군트인들, 북쪽으로는 튀링겐인들이 있다 묘사되었다. 요르다네스의 기술은 수에비족이 알레만니족들의 지역에 들어갔으나 알레만니족 및 바이에른인들과는 이질적으로 보였음을 나타내는 것으로 보인다. 이 기록은 바이에른족들에 대한 첫 언급이며, 이들이 마르코만니족을 선조로 두었다는 주장이 종종 제기되기도 한다.
헤르비히 볼프람 같은 역사가에 따르면:
마르코만니족과 콰디족은 도나우강을 건너고 자신들의 특별한 이름을 포기했다, 실제로 이 두 이주 민족들이자 판노니아에 잔류한 집단은 다시 수에비족이 되었다. 판노니아 수에비족은 훈족의 가신이 되었다. 네다오 전투 이후, 이들은 자신들만의 왕국을 세웠고, 이 왕국이 무너지자, 이들은 고트족 통치하 다뉴브강 남쪽에 연속해서 헤룰리인과 랑고바르드인들의 지배하에 놓였고, 마침내는 랑고바르드인들의 지배하에 다시 놓였다.
‘마르코만니 룬 문자’라고 불리는 룬 문자가 존재하나, 이 문자가 마르코만니족과 관련이 있다고 여겨지지는 않는다.

## 왕 목록
- 마로보두스: 기원전 9년경 – 서기 18년[10]
- 카투알다: 18 – 20년[10]
- 반니우스: 20 – 50년경[11]
- 반기오와 시도: 50년경 – ?[12]
- 발로마르: 166?년경 – 172 혹은 178?년
- 아탈루스: 260/262년경[13]
- 프리티길: 4세기 중엽, 여왕

## 같이 보기
- 포르투갈의 역사
- 스페인의 역사
- 이르미노네스족
- 고대 게르만족 목록
- 게르만족 대이동

## 참고 문헌
- 카이사르 갈리아전기, at The Latin Library
- 타키투스 게르마니아, at The Latin Library
- 타키투스 편년사, at The Latin Library